# Ljubim te, deklica
Ljubim te, deklica je avtobiografski vojni roman pisateljice Fani Okič. Obsega 61.000 besed v 33 krajših poglavjih.

## Zgodba
16-letno Marjetko skupaj z mamo v času 2. svetovne vojne internirajo v hrvaško naselje Veliko Vukovje. Tam jo sprejmejo med partizane in preimenujejo v Maleno. Med pohodi do Zagreba se partizanske čete spopadajo z boleznimi, mrazom, utrujenostjo. Tovariši padajo v bojih z Nemci, ustaši, domobranci. Malena se sooča s svojimi strahovi, dvomi in sprejemanjem smrti kot umiranjem za domovino. Izvolijo jo za sekretarko v SKOJ. Tako se mora otresti svoje nemoči, pozabiti na mladost, ki bi jo lahko doživela, ter sprejeti odgovornost in pokazati hrabrost. V četo pride mitraljezec Milkan. Malena in Milkan se zaljubita, vendar se morata zaradi pravila, da so tovariši med sabo samo tovariši in nič več, vzdržati svojih čustev. Drug drugemu naj bi se izpovedala ob prihodu v Zagreb, vendar njune načrte razblini Milkanov padec v eni izmed zadnjih ofenziv. Kmalu po zadnji bitki partizani prikorakajo v Zagreb, kjer se vojna za njih konča in končno postanejo svobodni.
Roman se konča s kratkim odlomkom iz Maleninega življenja po vojni, ko se s svojima otrokoma igra na travniku, vedno ob misli na Milkana, ki ga bo ljubila celo življenje.